# 虚缺号
虚缺号（□），一个虚缺号代表一个字，占一个字的格子。虚缺号表示无法辨认或无法查明的字，或者表示在转抄中缺失部分的文字，为了文章的准确性就用虚缺号来代替。它的个数与缺失字数相等。古籍整理者常用虚缺号（□）表示字迹不清或不识的字，用表示断简，或字有残缺，无法读出。

## 範例
- 1974年西安柴油机械厂内发现梵文陀罗尼纸本单页印刷品，出自唐墓，上有竖行墨书“吴德□福”四字，所缺的字估计是“冥”。（《光明日报》1997.3.11）
- 当下二人□□□□，正欲各整衣襟。（郑振铎主编《世界文库·金瓶梅词话》，所缺的字估计是“云雨才罢”。）
- 太阳也出来了；在他的面前，显出一条大道，直到他的家中，后面也照见丁字街头破匾上“古□亭口”这四个黯淡的金字。（鲁迅《药》）
- 古籍整理者常用（□）表示字迹不清或不识的字，用表示断简，或字有残缺，无法读出。
  - 居延简中言及“将屯”者还有一些简册，如：“即下将屯张掖太守莫府卒”（227·43）、“三月乙巳将屯裨将军□”（169·13）等。将屯者，即将兵屯守。（薛英群《居延汉简职考官》）

## Unicode
Unicode并没有对中文虚缺号设立专门码位。一些电脑文件（包括本条目）会以U+25A1（空心方形）或U+FFFD（黑色菱形內有白色問號）作为虚缺号，但因为该码位原本并不用于中文虚缺号，因此，在某些字体下（如微软雅黑），该空心方形会过小，无法与汉字对齐，导致不美观。

## 无法显示的字符
一些電腦、手機中，字体顯示不支持的Unicode字符，会呈现出一个菱形（�），在外观上与虚缺号类似，但它们代表的意義不同，前者是不知道的字，后者是知道但無法顯示的字。

## 個資去識別化
《個人資料保護法》規範個資須去識別化，公開資料姓名常僅留姓氏的第一個字，其餘換成圈號遮蔽，致完全無從識別個人之程度。

## 关键词屏蔽
在用户生成内容的网站或者聊天服务中，处于维护善良风俗或者遵守法律的需要，某些关键词（如粗口）会被屏蔽。此时可能会使用虚缺号来替代原内容。由于虚缺号以空心正方形展示时类似中文的“口”字，因而引发了不少误会。例如网易新闻在2022年初的一篇文章中将“杀”字用虚缺号代替，被识读为“口”字后，文章标题变成《一晚连口62人后把自己也口死了》。由于“口”一词作动词时可以表示口交，因此迅速引发了舆论争议。

## 参看
- 《标点符号学习与应用》，人民出版社2000年版（简体中文）

## 外部連結
- 《重訂標點符號手冊》修訂版（網路試用版） - 教育部全球資訊網（繁體中文）